# Михайлівка-Рубежівка
Михайлівка-Рубежівка — село в Україні, в Бучанському районі Київської області. Населення становить 3430 осіб. Входить до складу Ірпінської міської громади.

## Загальні відомості
Через село протікають річки Мислин і Буча. На захід від села розташований заказник — Жуків Хутір.
Село розташоване за 16 км на захід від Києва. Утворилося в результаті злиття сіл Михайлівка та Рубежівка. Має сільську раду.
В селі знаходиться збудована в 1903 дерев'яна церква Архістратига Михаїла зі дзвіницею над бабинцем. Перша церква на цьому місці згоріла у 1835 році після удару блискавки. 1855 року поставили новий храм, який у 1899—1900 роках розібрали та продали селу Нова Гребля. Ці кошти пішли на будівництво чергової церкви, яка збереглася до наших днів, хоча й не повністю. Більшовики знесли бані та влаштували в будівлі центр агітації богоборців. Зараз храм прикрашають чотири нові невеликі бані.

У 20-х роках XX століття церкву закривають більшовики. Вона перетворюється на зерносховище. Під час окупації села німцями на короткий час церкву знову відкривають. Потім у цьому приміщенні був клуб. Знову церква відкрилася лише у 1989 році. З 1989 року її настоятель протоієрей Сергій Стасенко. В 1992 році його заміняють на протоієрея Олександра Бондаренко. А з 1993 до 2008 рр. храм відбудовується працею настоятеля протоієрея Діонісія Ноздрачова. З 2008 року настоятель — о. Петро Чопик.

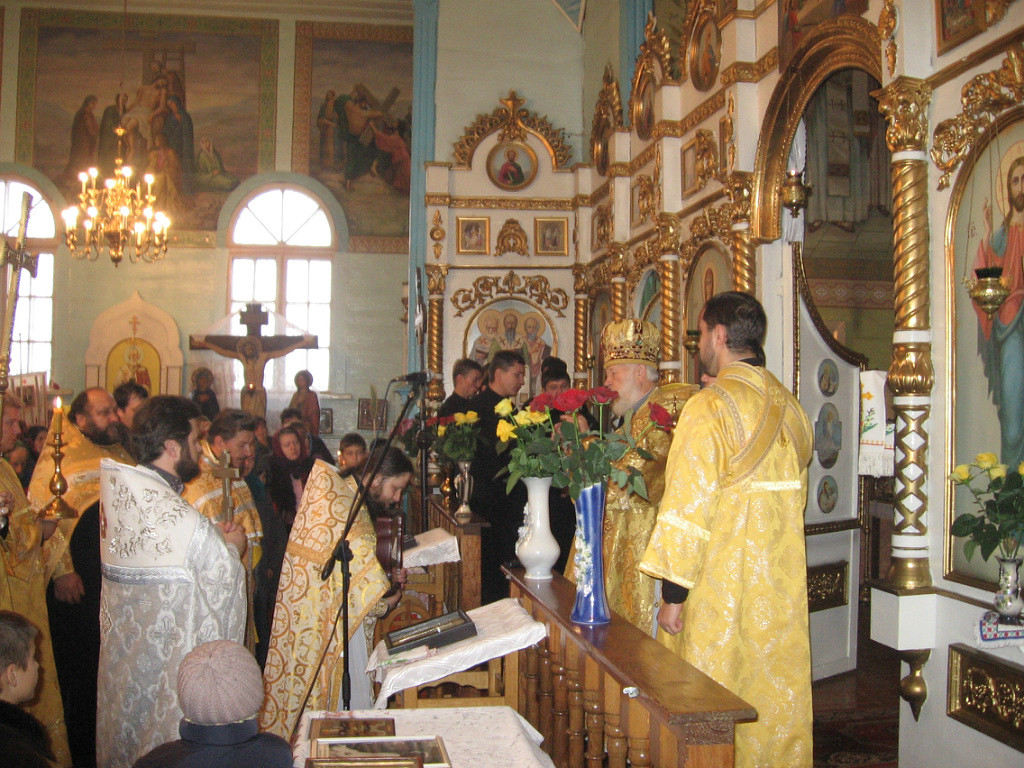
Освячення храму. Настоятель прот. Діонісій Ноздрачов. Благословення Митрополита.
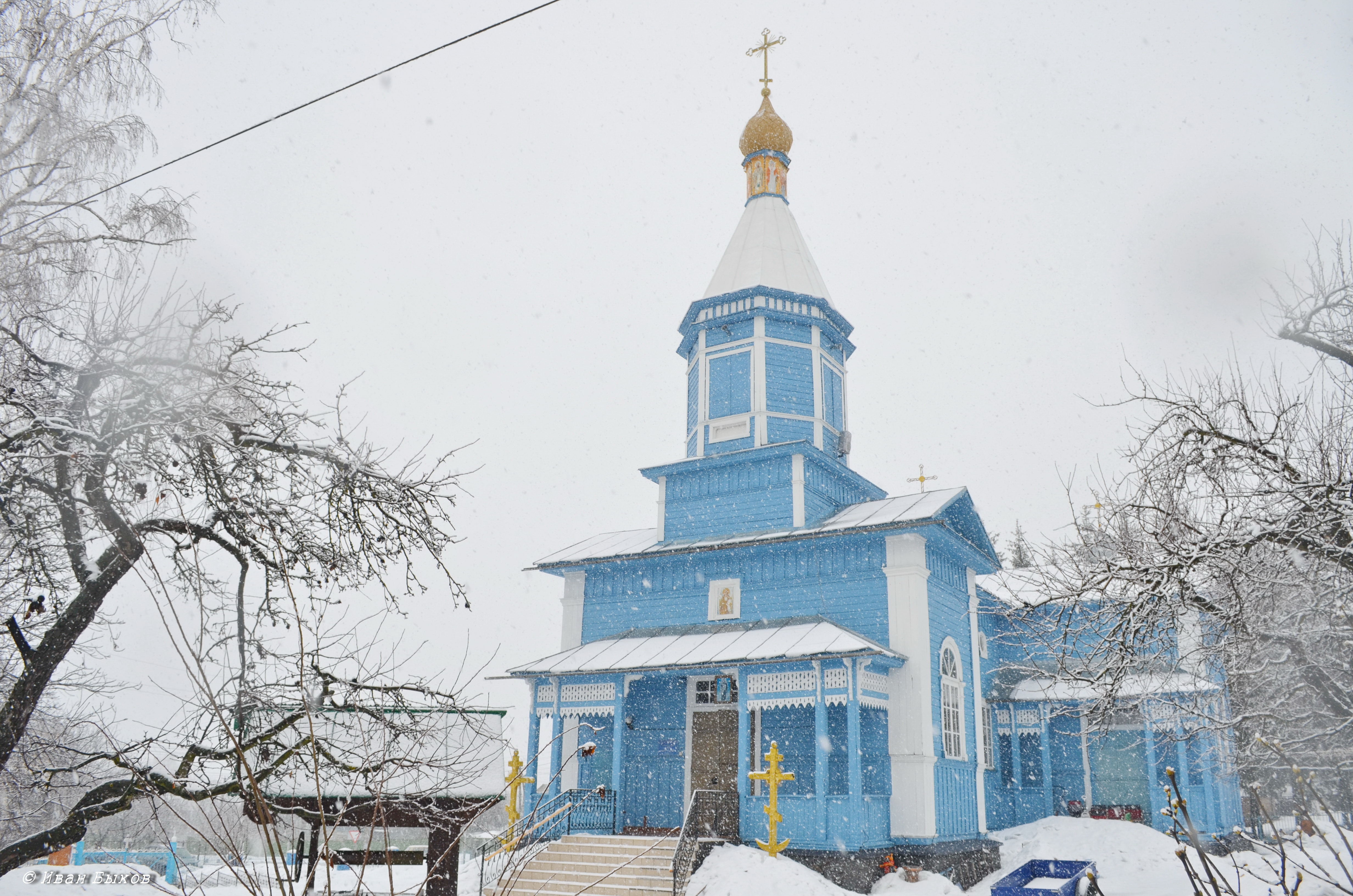
Михайлівка-Рубежівка. Церква Архангела Михаїла взимку.
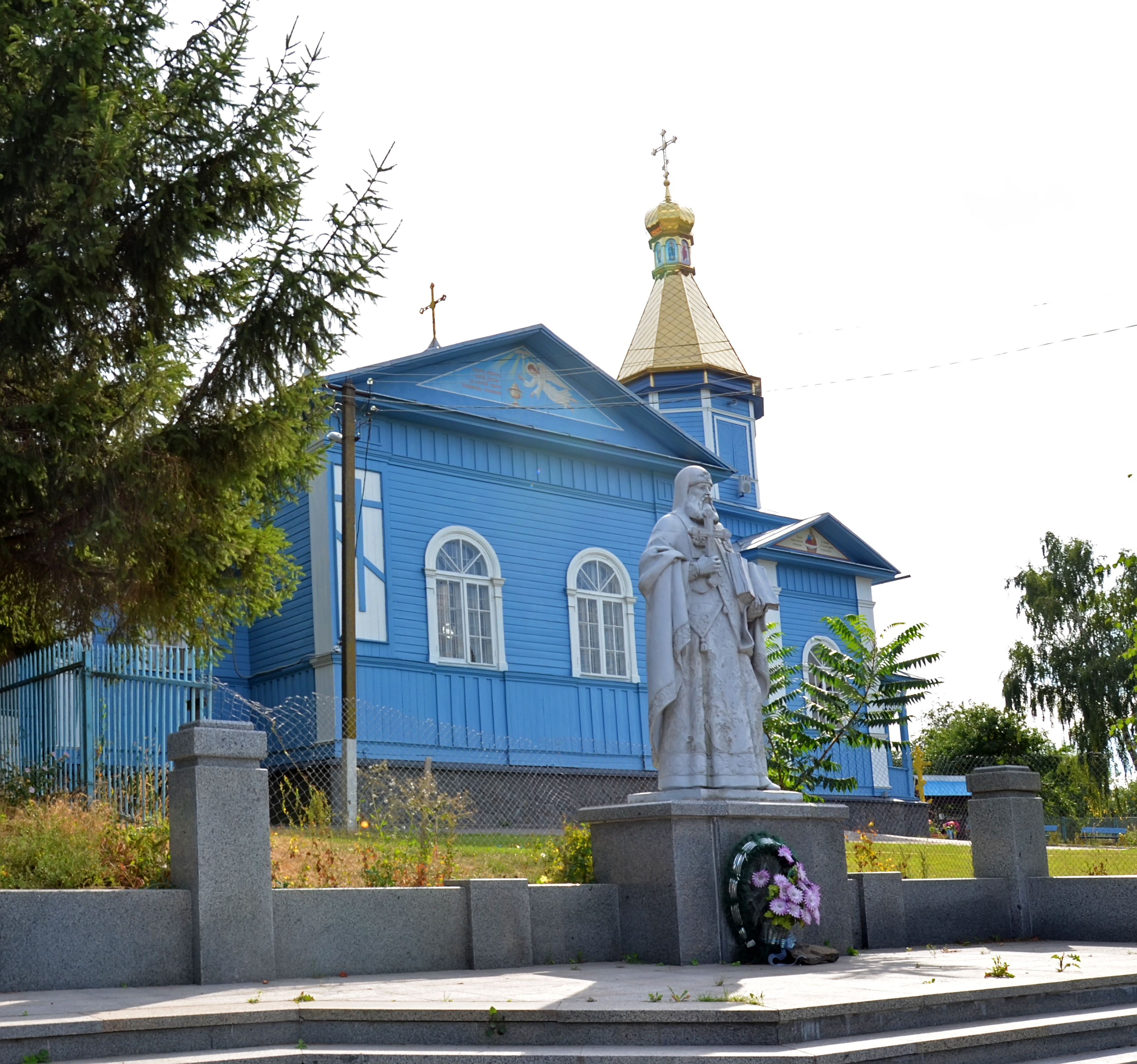
Михайлівська церква (дер.), село Михайлівка-Рубежівка

Метричні книги, клірові відомості, сповідні розписи церкви св. Михаїла с. Рубежівка Гостомельської волості Київського пов. Київської губ. зберігаються у ЦДІАК України.

## Історія
В давні часи частина нинішньої Михайлівки-Рубежівки, що розташована на лівому березі річки Мислин була самостійним селом, яке мало назву Михайлівка. Кілька хат на правому березі річки Бучі називали Забучею. Нині вона відокремилася від Михайлівки-Рубежівки в окреме село під назвою Забуччя.

Братська могила воїнів і пам'ятник воїнам-односельцям (М.-Рубежівка)

До XVII століття та частина нинішньої Михайлівки-Рубежівки, яка тоді була окремим селом під назвою Рубежівка або Грубежівка, як її ще називали, належала Києво-Печерській лаврі. Протягом 1622-27 років в одному зі скитів Києво-Печерської Лаври, який знаходився на території сучасного села Михайлівка-Рубежівка перебував на послуху Петро Могила. Він згадує про Рубежівку 1629 року в своїх власноручних записках, що зберігаються в Національній бібліотеці України ім. В. І. Вернадського в Києві, і які опубліковано в щомісячнику «Кіевская старина» за 1882 рік. Це перша письмова згадка про Рубежівку в історичних джерелах, тому 1629 рік прийнято вважати за офіційну дату заснування села (хоча вже тоді його вважали стародавнім).

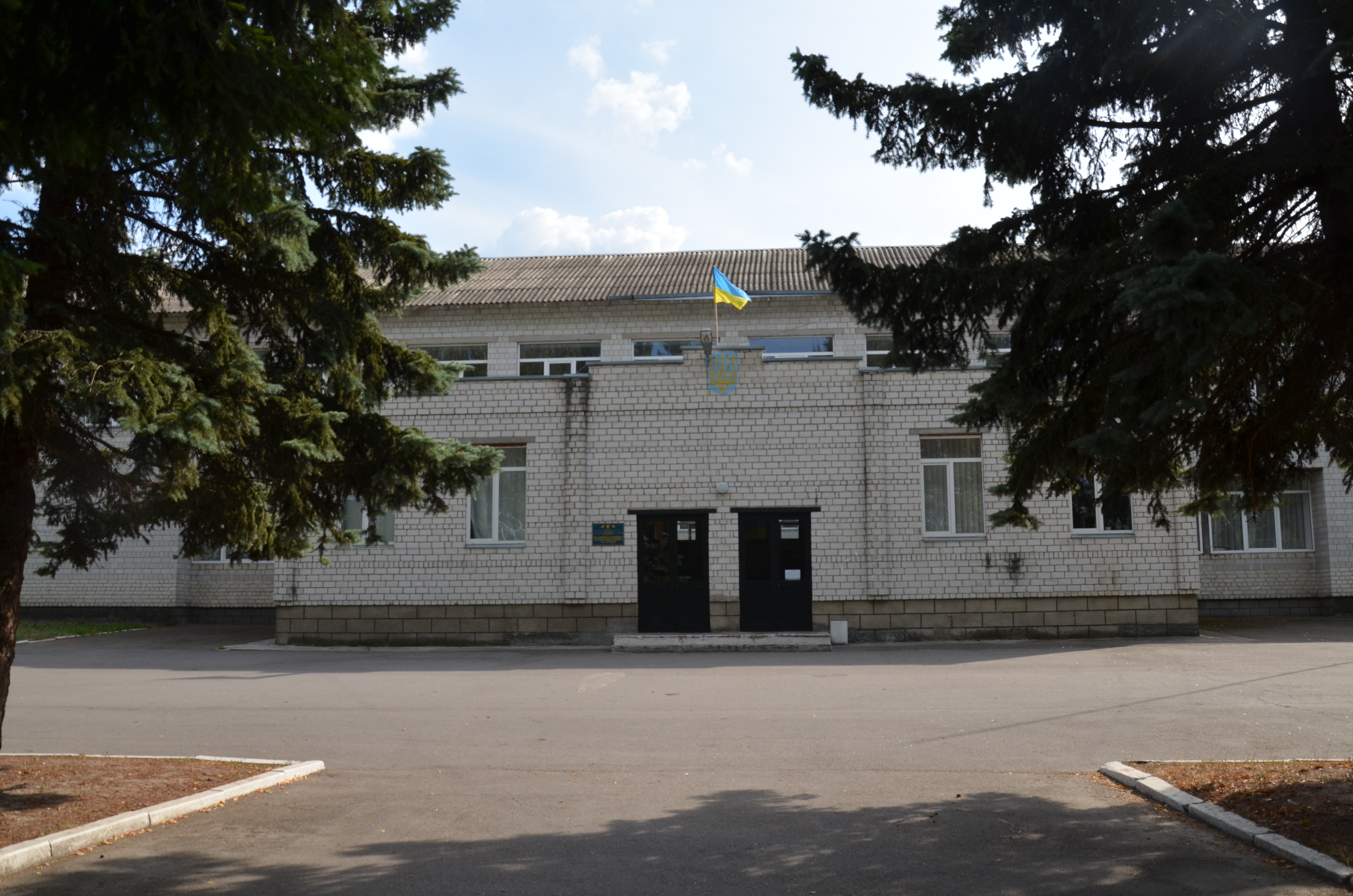
Михайлівсько-Рубежівська загальноосвітня школа І-ІІІ ст.

«Рубежівка подарована Імператрицею Катериною II Сакену, котрий половину її — Михайлівку та Забуччя продав у 1815 році Йоакиму Рущицю, а іншу у 1820 році Кандибі. Зі смертю Йоакима Рущиця, частина її дісталась сину Цеславу та дочці Кароліні — неповнолітнім під опікою брата Степана Рущиця. Кароліна, яка у 1831 р. вийшла заміж за Йосипа Францовича Перро, померла у 1841 році. Рущиці частину свою Рубежівки, обтяжену приватними боргами продали Пашковському, а цей у 1850 році Синельникову. Частиною, що придбана Кандибою, донині (1864 рік) володіють його онуки та дочки. У цій частині нараховується 2480 десятин землі, при 241 ревізських душах чоловічої статі. Друга частина майже дорівнює першій».
З 28 лютого по 31 березня 2022 року село знаходилося в окупації російських військ, що зайшли на територію України у ході російсько-української війни. Місцеві жителі були позбавлені зв'язку, світла, газу та води.

## Культура
22 листопада 2008 року в Михайлівці-Рубежівці встановлено пам'ятник митрополиту Петру Могилі. Автори пам'ятника Олесь Сидорук, Борис Крилов і Василь Климик.
21 листопада 2009 року на сільському цвинтарі відкрито пам'ятник присвячений пам'яті жертв голодомору 1932—1933 років.

## Постаті

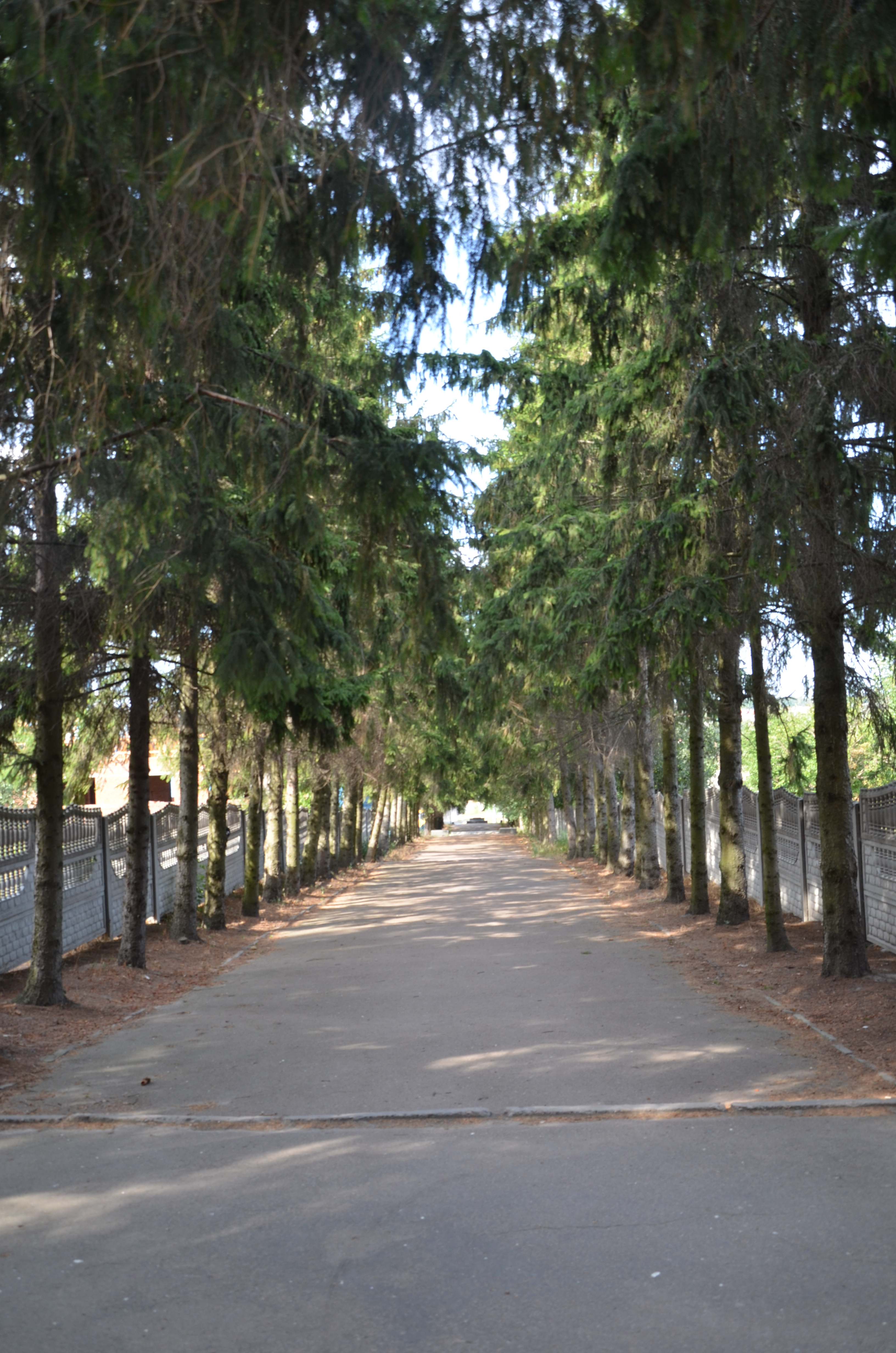
Алея пам'яті полеглих у війні с. Михайлівка-Рубежівка

- Моргун-Білявський Олександр Миколайович (1973—2014) — солдат Збройних сил України, учасник російсько-української війни, загинув у боях за Донецький аеропорт.[10]
- Пазюн Василь Васильович (1970—2016) — солдат Збройних сил України, учасник російсько-української війни.Алея пам'яті полеглих у війні с. Михайлівка-Рубежівка